# Mavra

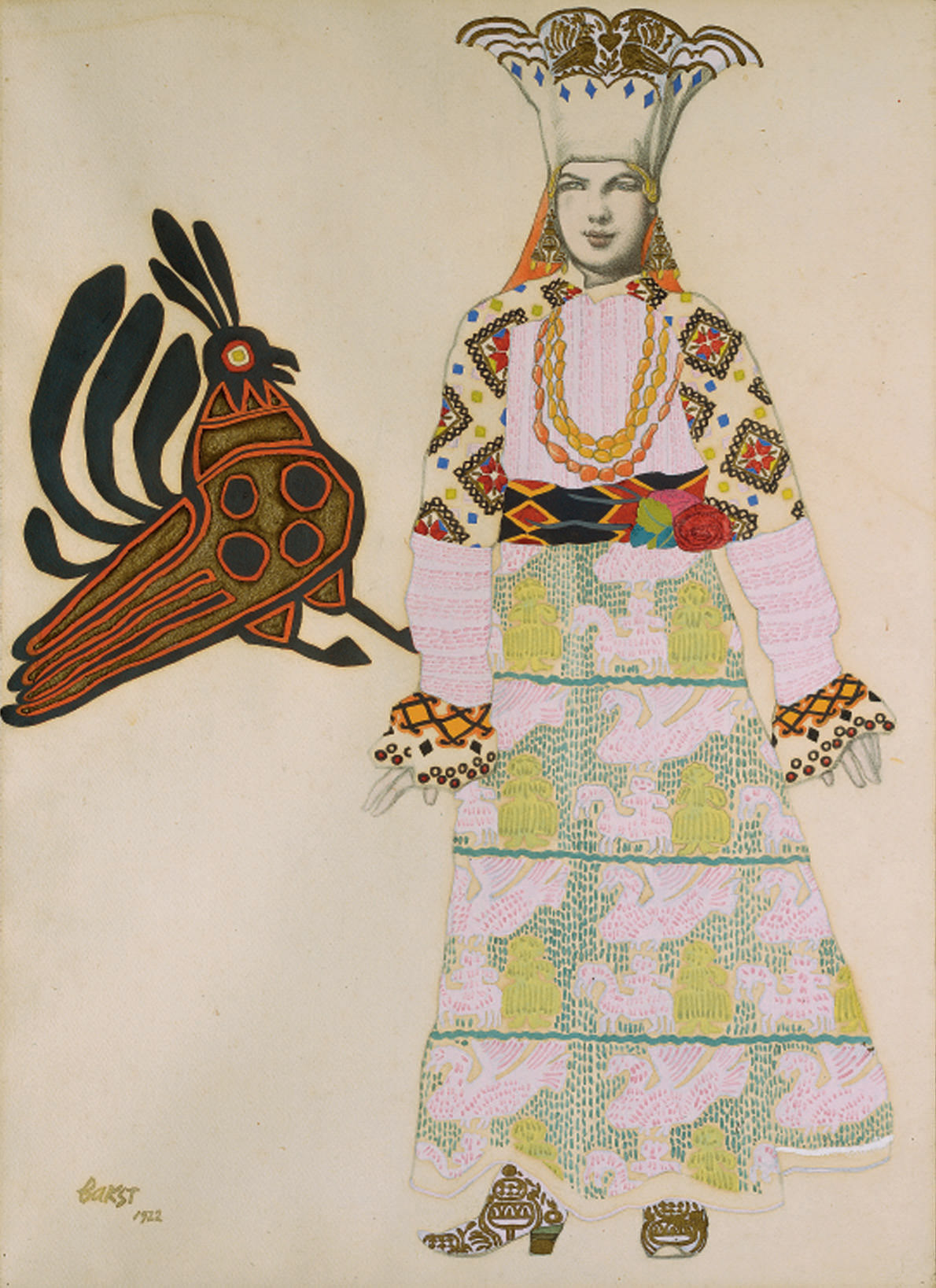
Dräktskiss

Mavra är en komisk opera i en akt med musik av Igor Stravinskij. Libretto efter ett annat libretto av Boris Kochno, som i sin tur bygger på berättelsen  Det lilla huset i Kolomna av Aleksandr Pusjkin.

## Historia
I början av 1920-talet sysslade Stravinskij med äldre italiensk musik, vilket resulterade i baletten Pulcinella och den lilla buffaoperan Mavra, som hade ryska handling men kombinerade många olika stilarter i motsats till Pulcinella, där Stravinskij direkt utnyttjade rysk folkmusik och jazzinslag. Mavra uppfördes tillsammans med baletten Renard på operan i Paris den 3 juni 1922 men det var ingen lyckad kombination, och Mavra vann uppskattning först långt senare.
Svensk premiär på Statens scenskola i Göteborg 27 maj 1967.

## Personer
- Parasja (sopran)
- Grannfrun (mezzosopran)
- Modern (alt)
- Husaren (tenor)

## Handling
Operan utspelar sig i en liten rysk by omkring 1820. Parasja är förälskad i en husar och hon ser till att han blir anställd i huset förklädd till pigan Mavra. Modern låter sig duperas, men en dag när hon kommer hem oförhappandes får hon se hur pigan rakar sig. Då svimmar hon och ropar sedan på hjälp. När grannarna kommer till undsättning flyr husaren. Parasja sitter kvar och kallar förtvivlat på sin älskade. Operan är mycket kort och burlesk och närmast en parodi på klassisk opera. Stravinskij ville peka ut falska stereotyper om Ryssland och operan är tillägnad "minnet av Tjajkovskij, Glinka och Pusjkin.